# Міст «Селф-Крик»
Міст «Селф-Крик» (англ. Self Creek Bridge) — історичний міст біля міста Дейзі, штат Арканзас, що перетинає озеро Грісон. 
Збудований 1949 року, на його зведення витратили 287 000 доларів. Має три прогони загальною довжиною 211 м. Міст звели тому, що для будівництва греблі, яка охоплює озеро, необхідно було реконструювати шосе.
Міст занесений до Національного реєстру історичних місць США 2000 року.